# 广西化工厂爆炸事件
广西化工厂爆炸事件是指2019年10月15日上午11时20分在广西壮族自治区玉林市陆川县发生的化工厂爆炸事故，造成了四人死亡，二人重伤，四人轻伤的后果。事发公司名为广西兰科新材料科技有限公司，位于陆川县北部的工业园。爆炸的源头是树脂合成车间的反应釜。化工厂隔壁的目击者称爆炸声音和炸山一样大。